# Saudi Professional League 2015/16
Die Saudi Professional League 2015/16 war die 41. Spielzeit der höchsten saudi-arabischen Fußballliga seit der offiziellen Einführung im Jahr 1976. Die Saison begann am 19. August 2015 und endete am 13. Mai 2016. Titelverteidiger war al-Nasr.
Al-Ahli wurde zum insgesamt dritten Mal Meister und qualifizierte sich so zusammen mit al-Hilal und dem Ittihad FC für die AFC Champions League 2017. Al-Taawon startete als Ligavierter in der Qualifikation zur Champions League.
Direkt in die Saudi First Division absteigen mussten der Najran SC und der Hajer Club. Die zwei Relegationsspiele zwischen dem al-Raed und dem 3. der Saudi First Division 2015/16, al-Batin, fanden am 19. und 26. Mai 2016 statt. Der Erstligaverein sicherte sich dabei den Klassenerhalt.

## Abschlusstabelle
| Pl. | Verein           | Sp. | S  | U  | N  | Tore    | Diff. | Punkte |
| --- | ---------------- | --- | -- | -- | -- | ------- | ----- | ------ |
| 1.  | al-Ahli          | 26  | 19 | 6  | 1  | 055:210 | +34   | 63     |
| 2.  | al-Hilal (P)     | 26  | 17 | 4  | 5  | 052:230 | +29   | 55     |
| 3.  | Ittihad FC       | 26  | 15 | 4  | 7  | 054:370 | +17   | 49     |
| 4.  | al-Taawon        | 26  | 13 | 6  | 7  | 054:350 | +19   | 45     |
| 5.  | al-Fateh         | 26  | 11 | 8  | 7  | 035:280 | +7    | 41     |
| 6.  | al-Shabab        | 26  | 11 | 6  | 9  | 027:280 | −1    | 39     |
| 7.  | al-Khaleej       | 26  | 8  | 9  | 9  | 027:430 | −16   | 33     |
| 8.  | al-Nasr (M)      | 26  | 7  | 11 | 8  | 039:330 | +6    | 32     |
| 9.  | al-Wahda (N)     | 26  | 8  | 7  | 11 | 030:370 | −7    | 31     |
| 10. | al-Faisaly FC    | 26  | 7  | 8  | 11 | 028:370 | −9    | 29     |
| 11. | al-Qadisiyah (N) | 26  | 6  | 10 | 10 | 026:320 | −6    | 28     |
| 12. | al-Raed          | 26  | 6  | 6  | 14 | 030:450 | −15   | 24     |
| 13. | Najran SC        | 26  | 5  | 6  | 15 | 036:530 | −17   | 21     |
| 14. | Hajer Club       | 26  | 2  | 3  | 21 | 015:560 | −41   | 09     |

| Zum Saisonende 2015/16: Saudi-arabischer Meister, Pokalsieger und Teilnahme an der AFC Champions League 2017: al-Ahli Teilnahme an der AFC Champions League 2017: al-Hilal & Ittihad FC Teilnahme an den Play-offs zur AFC Champions League 2017: al-Taawon Teilnahme an der Relegation: al-Raed Abstieg in die Saudi First Division 2016/17: Najran SC & Hajer Club |

| Zum Saisonende 2014/15: |                                                                              |
| (M)                     | Amtierender Meister: al-Nasr                                                 |
| (P)                     | Amtierender Pokalsieger: al-Hilal                                            |
| (N)                     | Neuaufsteiger aus der First Division League 2014/15: al-Qadisiyah & al-Wahda |

## Relegation
Der 12. der Saudi Professional League 2015/16 spielte gegen den 3. der Saudi First Division 2015/16 in einer Play-off-Runde mit Hin- und Rückspiel um die Relegation. Das Hinspiel fand am 19. und das Rückspiel am 26. Mai 2016 statt. Der Sieger qualifizierte sich für die Saudi Professional League 2016/17.
|          | Gesamt |         | Hinspiel | Rückspiel |
| -------- | ------ | ------- | -------- | --------- |
| al-Batin | 3:5    | al-Raed | 2:1      | 1:4       |

## Statistiken

### Torschützenliste
Bei gleicher Anzahl von Treffern sind die Spieler alphabetisch sortiert.
| Platz                  | Spieler               | Mannschaft    | Tore |
| ---------------------- | --------------------- | ------------- | ---- |
| 01                     | Omar al-Somah         | al-Ahli       | 27   |
| 02                     | Gelmin Rivas          | Ittihad FC    | 19   |
| 03                     | Carlos Eduardo        | al-Hilal      | 14   |
| 04                     | Abdulmajid al-Ruwaili | al-Taawon     | 13   |
| 05                     | Élton                 | al-Fateh      | 12   |
| 06                     | Ali Awaji             | al-Wahda      | 11   |
| 07                     | Paul Alo'o Efoulou    | al-Taawon     | 10   |
|                        | Adrian Mierzejewski   | al-Nasr       | 10   |
| 09                     | Hamad al-Juahaim      | al-Fateh      | 08   |
|                        | Javier Balboa         | al-Faisaly FC | 08   |
| Stand: Ende der Saison |                       |               |      |

### Meiste Torvorlagen
Bei gleicher Anzahl von Vorlagen sind die Spieler alphabetisch sortiert.
| 01                     | Jehad al-Hussain    | al-Taawon  | 10 |
| 02                     | Salman al-Moasher   | al-Ahli    | 09 |
| 03                     | Fahad al-Muwallad   | Ittihad FC | 08 |
| 04                     | Paul Alo'o Efoulou  | al-Taawon  | 07 |
|                        | Eric de Oliveira    | Najran SC  | 07 |
| 06                     | Nawaf al-Abed       | al-Hilal   | 06 |
|                        | Taisir al-Jassim    | al-Ahli    | 06 |
|                        | Ioannis Fetfatzidis | al-Ahli    | 06 |
|                        | Élton               | al-Fateh   | 06 |
|                        | Adrian Mierzejewski | al-Nasr    | 06 |
|                        | Marcos Pizzelli     | al-Raed    | 06 |
|                        | Gelmin Rivas        | al-Ittihad | 06 |
| Stand: Ende der Saison |                     |            |    |

### Meiste Scorer
Bei gleicher Anzahl an Scorer sind die Spieler alphabetisch sortiert.
| Platz                  | Spieler                | Mannschaft | Tore | Vorlagen | Scorer |
| ---------------------- | ---------------------- | ---------- | ---- | -------- | ------ |
| 01                     | Omar al-Somah          | al-Ahli    | 27   | 01       | 28     |
| 02                     | Gelmin Rivas           | Ittihad FC | 19   | 06       | 25     |
| 03                     | Élton                  | al-Fateh   | 12   | 06       | 18     |
| 04                     | Carlos Eduardo         | al-Hilal   | 14   | 03       | 17     |
|                        | Paul Alo'o Efoulou     | al-Taawon  | 10   | 07       | 17     |
| 06                     | Abdulmajeed al-Ruwaili | al-Taawon  | 13   | 03       | 16     |
|                        | Adrian Mierzejewski    | al-Nasr    | 10   | 06       | 16     |
| 08                     | Jehad al-Hussain       | al-Taawon  | 04   | 10       | 14     |
| 09                     | Fahad al-Muwallad      | Ittihad FC | 05   | 08       | 13     |
| 10                     | Ali Awaji              | al-Wahda   | 11   | 02       | 13     |
| Stand: Ende der Saison |                        |            |      |          |        |